# Европско првенство у кошарци 2013 — Група А
Група А на Европском првенству у кошарци 2013. играће своје утакмице између 4. и 9. септембра 2013. Све утакмице ове групе играће се у дворани Тиволи, Љубљана, Словенија.
У овој групи такмичиле су се репрезентације Белгије, Француске, Немачке, Велике Британије, Израела и Украјине. У другу фазу такмичења пласирале су се екипе Француске, Украјине, и Белгије.

## Табела
| Табела групе А   | ОУ | П | ПО | КД  | КП  | КР  | Бод |
| ---------------- | -- | - | -- | --- | --- | --- | --- |
| Француска        | 5  | 4 | 1  | 403 | 344 | +59 | 9   |
| Украјина         | 5  | 4 | 1  | 378 | 352 | +26 | 9   |
| Белгија          | 5  | 2 | 3  | 344 | 371 | -27 | 7   |
| Велика Британија | 5  | 2 | 3  | 360 | 396 | -36 | 7   |
| Немачка          | 5  | 2 | 3  | 390 | 396 | -6  | 7   |
| Израел           | 5  | 1 | 4  | 364 | 380 | -16 | 6   |

## 4. септембар

### Израел — Велика Британија
| 4. септембар 14:30 | Извештај | Израел                                                    | 71 : 75 | Велика Британија             | Дворана Тиволи, Љубљана Гледаоци: 750 Судије: Сретен Радовић (Хрватска), Марек Ћмикјевич (Пољска), Давид Берекашвили (Грузија) |  |
| 4. септембар 14:30 | Извештај | Четвртине: 17-22, 13-12, 22-13, 14-19                     |         |                              | Дворана Тиволи, Љубљана Гледаоци: 750 Судије: Сретен Радовић (Хрватска), Марек Ћмикјевич (Пољска), Давид Берекашвили (Грузија) |  |
| 4. септембар 14:30 | Извештај | Поени: Нисим 17 Скокови: Елијаху 14 Асистенције: Охајон 7 |         | Џонсон 22 Ачара 13 Саливан 2 | Дворана Тиволи, Љубљана Гледаоци: 750 Судије: Сретен Радовић (Хрватска), Марек Ћмикјевич (Пољска), Давид Берекашвили (Грузија) |  |

### Белгија — Украјина
| 4. септембар 17:45 | Извештај | Белгија                                              | 57 : 58 | Украјина                    | Дворана Тиволи, Љубљана Гледаоци: 740 Судије: Христос Христодуло (Грчка), Висенте Булто (Шпанија), Сергеј Круг (Русија) |  |
| 4. септембар 17:45 | Извештај | Четвртине: 12-11, 24-15, 12-14, 9-18                 |         |                             | Дворана Тиволи, Љубљана Гледаоци: 740 Судије: Христос Христодуло (Грчка), Висенте Булто (Шпанија), Сергеј Круг (Русија) |  |
| 4. септембар 17:45 | Извештај | Поени: Беген 14 Скокови: Ервел 9 Асистенције: Табу 4 |         | Зајцев 16 Гладир 7 Мишула 4 | Дворана Тиволи, Љубљана Гледаоци: 740 Судије: Христос Христодуло (Грчка), Висенте Булто (Шпанија), Сергеј Круг (Русија) |  |

### Француска — Немачка
| 4. септембар 21:00 | Извештај | Француска                                                     | 74 : 80 | Немачка                        | Дворана Тиволи, Љубљана Гледаоци: 2.400 Судије: Луиђи Ламоника (Италија), Дамир Јавор (Словенија), Рушту Нуран (Турска) |  |
| 4. септембар 21:00 | Извештај | Четвртине: 14-27, 25-16, 17-14, 18-23                         |         |                                | Дворана Тиволи, Љубљана Гледаоци: 2.400 Судије: Луиђи Ламоника (Италија), Дамир Јавор (Словенија), Рушту Нуран (Турска) |  |
| 4. септембар 21:00 | Извештај | Поени: Паркер 18 Скокови: Батим 5 Асистенције: Батим, Дијао 5 |         | Бенцинг 19 Плајс 7 Шафарцик 11 | Дворана Тиволи, Љубљана Гледаоци: 2.400 Судије: Луиђи Ламоника (Италија), Дамир Јавор (Словенија), Рушту Нуран (Турска) |  |

## 5. септембар

### Украјина  — Израел
| 5. септембар 14:30 | Извештај | Украјина                                                  | 74 : 67 | Израел                        | Дворана Тиволи, Љубљана Гледаоци: 790 |  |
| 5. септембар 14:30 | Извештај | Четвртине: 19-13, 16-13, 18-20, 21-21                     |         |                               | Дворана Тиволи, Љубљана Гледаоци: 790 |  |
| 5. септембар 14:30 | Извештај | Поени: Гладир 17 Скокови: Кравцов 8 Асистенције: Мишула 5 |         | Нисим 12 Елијаху 5 Халперин 4 | Дворана Тиволи, Љубљана Гледаоци: 790 |  |

### Немачка  — Белгија
| 5. септембар 17:45 | Извештај | Немачка                                                    | 73 : 77 | Белгија                      | Дворана Тиволи, Љубљана Гледаоци: 1.460 Судије: Сретен Радовић (Хрватска), Висенте Булто (Шпанија), Рушту Нуран (Турска) |  |
| 5. септембар 17:45 | Извештај | Четвртине: 16-14, 10-21, 15-13, 22-15, 10-14               |         |                              | Дворана Тиволи, Љубљана Гледаоци: 1.460 Судије: Сретен Радовић (Хрватска), Висенте Булто (Шпанија), Рушту Нуран (Турска) |  |
| 5. септембар 17:45 | Извештај | Поени: Бенцинг 24 Скокови: Плајс 9 Асистенције: Шафарцик 7 |         | Масо, Таби 15 Ервел 9 Таби 5 | Дворана Тиволи, Љубљана Гледаоци: 1.460 Судије: Сретен Радовић (Хрватска), Висенте Булто (Шпанија), Рушту Нуран (Турска) |  |

### Велика Британија — Француска
| 5. септембар 21:00 | Извештај | Велика Британија                                           | 65 : 88 | Француска                   | Дворана Тиволи, Љубљана Гледаоци: 1.200 Судије: Луиђи Ламоника (Италија), Петри Ментиле (Финска), Сергеј Круг (Русија) |  |
| 5. септембар 21:00 | Извештај | Четвртине: 14-26, 23-19, 11-26, 17-17                      |         |                             | Дворана Тиволи, Љубљана Гледаоци: 1.200 Судије: Луиђи Ламоника (Италија), Петри Ментиле (Финска), Сергеј Круг (Русија) |  |
| 5. септембар 21:00 | Извештај | Поени: Кларк 16 Скокови: Хесон 7 Асистенције: Ван Устрам 3 |         | Батим 17 Аженса 11 Паркер 5 | Дворана Тиволи, Љубљана Гледаоци: 1.200 Судије: Луиђи Ламоника (Италија), Петри Ментиле (Финска), Сергеј Круг (Русија) |  |

## 6. септембар

### Немачка — Украјина
| 6. септембар 14:30 | Извештај | Немачка                                                       | 83 : 88 | Украјина                   | Дворана Тиволи, Љубљана Гледаоци: 1.580 Судије: Сретен Радовић (Хрватска), Петри Ментиле (Финска), Давид Берекашвили (Грузија) |  |
| 6. септембар 14:30 | Извештај | Четвртине: 16-15, 14-24, 27-25, 26-24                         |         |                            | Дворана Тиволи, Љубљана Гледаоци: 1.580 Судије: Сретен Радовић (Хрватска), Петри Ментиле (Финска), Давид Берекашвили (Грузија) |  |
| 6. септембар 14:30 | Извештај | Поени: Шафарцик 22 Скокови: Плајс 11 Асистенције: Шафарцик 11 |         | Гладир 25 Зајцев 7 Џетер 6 | Дворана Тиволи, Љубљана Гледаоци: 1.580 Судије: Сретен Радовић (Хрватска), Петри Ментиле (Финска), Давид Берекашвили (Грузија) |  |

### Белгија — Велика Британија
| 6. септембар 17:45 | Извештај | Белгија                                                   | 76 : 71 | Велика Британија              | Дворана Тиволи, Љубљана Гледаоци: 1.300 Судије: Луиђи Ламоника (Италија), Дамир Јавор (Словенија), Сергеј Круг (Русија) |  |
| 6. септембар 17:45 | Извештај | Четвртине: 23-19, 10-19, 22-17, 21-16                     |         |                               | Дворана Тиволи, Љубљана Гледаоци: 1.300 Судије: Луиђи Ламоника (Италија), Дамир Јавор (Словенија), Сергеј Круг (Русија) |  |
| 6. септембар 17:45 | Извештај | Поени: Масо 15 Скокови: Ервел 10 Асистенције: Ван Росом 5 |         | Кларк 19 Кларк 9 Ван Устрам 2 | Дворана Тиволи, Љубљана Гледаоци: 1.300 Судије: Луиђи Ламоника (Италија), Дамир Јавор (Словенија), Сергеј Круг (Русија) |  |

### Француска — Израел
| 6. септембар 21:00 | Извештај | Француска                                         | 82 : 63 | Израел                | Дворана Тиволи, Љубљана Гледаоци: 1.990 Судије: Христос Христодулу (Грчка), Висенте Булто (Шпанија), Марек Цмикјевич (Пољска) |  |
| 6. септембар 21:00 | Извештај | Четвртине: 20-14, 18-15, 27-14, 17-20             |         |                       | Дворана Тиволи, Љубљана Гледаоци: 1.990 Судије: Христос Христодулу (Грчка), Висенте Булто (Шпанија), Марек Цмикјевич (Пољска) |  |
| 6. септембар 21:00 | Извештај | Поени: Аженса Скокови: Аженса Асистенције: Паркер |         | Каспи, Елијаху Охајон | Дворана Тиволи, Љубљана Гледаоци: 1.990 Судије: Христос Христодулу (Грчка), Висенте Булто (Шпанија), Марек Цмикјевич (Пољска) |  |

## 8. септембар

### Велика Британија — Немачка
| 8. септембар 14:30 | Извештај | Велика Британија                                              | 81 : 74 | Немачка                   | Дворана Тиволи, Љубљана Гледаоци: 1.620 Судије: Христос Христодулу (Грчка), Петри Ментиле (Финска), Марек Цмикјевич (Пољска) |  |
| 8. септембар 14:30 | Извештај | Четвртине: 16-23, 26-15, 17-18, 22-18                         |         |                           | Дворана Тиволи, Љубљана Гледаоци: 1.620 Судије: Христос Христодулу (Грчка), Петри Ментиле (Финска), Марек Цмикјевич (Пољска) |  |
| 8. септембар 14:30 | Извештај | Поени: Лоренс 23 Скокови: Хесон 11 Асистенције: 4 играча по 2 |         | Плајс 20 Плајс 14 Плајс 3 | Дворана Тиволи, Љубљана Гледаоци: 1.620 Судије: Христос Христодулу (Грчка), Петри Ментиле (Финска), Марек Цмикјевич (Пољска) |  |

### Украјина — Француска
| 8. септембар 17:45 | Извештај | Украјина                                                         | 71 : 77 | Француска                           | Дворана Тиволи, Љубљана Гледаоци: 2.200 Судије: Луиђи Ламоника (Италија), Висенте Булто (Шпанија), Сергеј Круг (Русија) |  |
| 8. септембар 17:45 | Извештај | Четвртине: 16-14, 20-21, 15-16, 20-26                            |         |                                     | Дворана Тиволи, Љубљана Гледаоци: 2.200 Судије: Луиђи Ламоника (Италија), Висенте Булто (Шпанија), Сергеј Круг (Русија) |  |
| 8. септембар 17:45 | Извештај | Поени: Џетер 20 Скокови: Натрјажко 10 Асистенције: 3 играча по 2 |         | Паркер 28 Аженса 11 Паркер, Батим 2 | Дворана Тиволи, Љубљана Гледаоци: 2.200 Судије: Луиђи Ламоника (Италија), Висенте Булто (Шпанија), Сергеј Круг (Русија) |  |

### Израел — Белгија
| 8. септембар 21:00 | Извештај | Израел                                                   | 87 : 69 | Белгија                        | Дворана Тиволи, Љубљана Гледаоци: 1.010 Судије: Сретен Радовић (Хрватска), Дамир Јавор (Словенија), Рушту Нуран (Турска) |  |
| 8. септембар 21:00 | Извештај | Четвртине: 19-15, 22-18, 32-13, 14-23                    |         |                                | Дворана Тиволи, Љубљана Гледаоци: 1.010 Судије: Сретен Радовић (Хрватска), Дамир Јавор (Словенија), Рушту Нуран (Турска) |  |
| 8. септембар 21:00 | Извештај | Поени: Нисим 23 Скокови: Охајон 7 Асистенције: Елијаху 6 |         | Де Зојв 14 Ервел 7 Ван Росом 5 | Дворана Тиволи, Љубљана Гледаоци: 1.010 Судије: Сретен Радовић (Хрватска), Дамир Јавор (Словенија), Рушту Нуран (Турска) |  |

## 9. септембар

### Велика Британија — Украјина
| 9. септембар 14:30 | Извештај | Велика Британија                                                       | 68 : 87 | Украјина                                     | Дворана Тиволи, Љубљана Гледаоци: 1.780 Судије: Христос Христодулу (Грчка), Дамир Јавор (Словенија), Рушту Нуран (Турска) |  |
| 9. септембар 14:30 | Извештај | Четвртине: 18-21, 13-27, 20-22, 17-17                                  |         |                                              | Дворана Тиволи, Љубљана Гледаоци: 1.780 Судије: Христос Христодулу (Грчка), Дамир Јавор (Словенија), Рушту Нуран (Турска) |  |
| 9. септембар 14:30 | Извештај | Поени: Ачара, Ван Устрам 12 Скокови: Кларк 6 Асистенције: Ван Устрам 4 |         | Натјажко, Зајцев 11 Гладир 7 Гладир, Џетер 4 | Дворана Тиволи, Љубљана Гледаоци: 1.780 Судије: Христос Христодулу (Грчка), Дамир Јавор (Словенија), Рушту Нуран (Турска) |  |

### Немачка — Израел
| 9. септембар 17:45 | Извештај | Немачка                                                     | 80 : 76 | Израел                           | Дворана Тиволи, Љубљана Гледаоци: 2.940 Судије: Луиђи Ламоника (Италија), Висенте Булто (Шпанија), Петри Ментиле (Финска) |  |
| 9. септембар 17:45 | Извештај | Четвртине: 12-20, 19-10, 22-19, 27-27                       |         |                                  | Дворана Тиволи, Љубљана Гледаоци: 2.940 Судије: Луиђи Ламоника (Италија), Висенте Булто (Шпанија), Петри Ментиле (Финска) |  |
| 9. септембар 17:45 | Извештај | Поени: Штајгер, Гинтер Скокови: Плајс Асистенције: Шафарцик |         | Каспи , Елијаху Халперин, Охајон | Дворана Тиволи, Љубљана Гледаоци: 2.940 Судије: Луиђи Ламоника (Италија), Висенте Булто (Шпанија), Петри Ментиле (Финска) |  |

### Белгија — Француска
| 9. септембар 21:00 | Извештај | Белгија                                                    | 65 : 82 | Француска                   | Дворана Тиволи, Љубљана Гледаоци: 1.500 Судије: Сретен Радовић (Хрватска), Марек Цмикјевич (Пољска), Давид Берекашвили (Грузија) |  |
| 9. септембар 21:00 | Извештај | Четвртине: 30-19, 16-15, 9-32, 10-16                       |         |                             | Дворана Тиволи, Љубљана Гледаоци: 1.500 Судије: Сретен Радовић (Хрватска), Марек Цмикјевич (Пољска), Давид Берекашвили (Грузија) |  |
| 9. септембар 21:00 | Извештај | Поени: Ервел 13 Скокови: Ван Росом 8 Асистенције: Мукубу 4 |         | Паркер 20 Аженса 7 Паркер 6 | Дворана Тиволи, Љубљана Гледаоци: 1.500 Судије: Сретен Радовић (Хрватска), Марек Цмикјевич (Пољска), Давид Берекашвили (Грузија) |  |